# Zarathustra (álbum)
'Zarathustra es el primer álbum de estudio y álbum debut de la banda italiana de rock: Museo Rosenbach. se le considera un álbum conceptual de rock progresivo. Fue publicado por la casa discográfica Dischi Ricordi en el año 1973. Basado en la obra Así habló Zaratustra del filósofo alemán Friedrich Nietzsche, es considerado una de las mejores obras del rock progresivo italiano. En vinilo, el primer tema, dividido a su vez en cinco partes, ocupaba la cara A por completo debido a su larga duración de más de veinte minutos, dejando la cara B para los tres temas restantes. 
El álbum hoy en día se le considera como material de culto y es buscado por coleccionistas del seguimiento de culto.

## Controversia
El álbum se consideró como un fracaso comercial, por culpa principalmente de la RAI, que desconfió debido a los temas tratados (creyendo que el pensamiento de Nietzsche había sido utilizado por el nazismo) y por la aparición del rostro de Benito Mussolini en el collage de la portada, obra del ilustrador Cesare Monti. 
El grupo nunca aclaró pertenecer a ninguna ideología política a pesar de estas controversias causadas por la portada del álbum.

## Lista de canciones
1. "Zarathustra"
  1. "L'ultimo uomo" (3:55)
  2. "Il Re di ieri" (4:40)
  3. "Al di là del bene e del male" (2:39)
  4. "Superuomo" (6:25)
  5. "Il tempio delle clessidre" (2:52)
2. "Degli uomini" (4:04)
3. "Della natura" (8:28)
4. "Dell'eterno ritorno" (6:18)

## Personal
- Giancarlo Golzi: batería, percusión, voz.
- Alberto Moreno: bajo y piano.
- Enzo Merogno: guitarra y voz.
- Pit Corradi: mellotron, órgano Hammond, vibráfono y teclado Farfisa.
- Stefano "Lupo" Garifi: voz.